# Ulrich Fitz
Ulrich Fitz (* 10. Oktober oder 19. Oktober 1919 in Lustenau; † 26. Oktober 2000 ebenda) war ein österreichischer Politiker (ÖVP) und Prokurist. Er war von 1954 bis 1964 Abgeordneter zum Vorarlberger Landtag. 

## Ausbildung und Beruf
Fitz besuchte sechs Jahre lang die Volksschule Lustenau und wechselte danach an die Realschule Dornbirn. Er absolvierte das Gymnasium Bregenz und schloss das Gymnasium 1938 mit der Matura ab. Er begann noch 1938 ein Studium der Handelwissenschaften in Wien und wurde im August 1940 zum Dienst im Zweiten Weltkrieg einberufen, wobei er aus der jugoslawischen Kriegsgefangenschaft erst nach 26 Monaten im August 1946 zurückkehren konnte. Er setzte in der Folge sein Studium fort und promovierte 1947 zum Dr., Dipl.-Kfm. Fitz arbeitete von 1946 bis 1949 als Angestellter der Wirtschaftsstelle Österreich-Schweiz und wurde 1949 Prokurist der Stickereifirma Adolf Hämmerle. 1952 wechselte er zur Firma Dr. G. Eberle nach Hard, wo er bis zu seiner Pensionierung 1994 als Prokurist tätig war.

## Politik und Funktionen
Fitz war von 1933 bis 1938 Mitglied von „Jungösterreich“ und zudem in der Zwischenkriegszeit als Mitglied des katholischen Reichsbundes, Mitglied der MKV Kustersberg Bregenz und als Mitglied der Bildungsgemeinschaft katholischer Jungmänner aktiv. Er war von 1950 bis 1965 Mitglied der Gemeindevertretung von Lustenau und Obmann des verkehrspolitischen Ausschusses. Zudem wirkte er von 1960 bis 1965 als Vizebürgermeister der Gemeinde und von 1970 bis 1980 als Ersatzmitglied der Gemeindevertretung. 
Fitz war am 1. April 1949 der ÖVP bzw. dem ÖAAB beigetreten und wurde 1950 Mitglied des Landesgruppenvorstandes des ÖAAB Vorarlberg. Er war zudem ab 1950 Obmann der Sektion der Privatangestellten des ÖAAB Vorarlberg und ab 1951 Ortsparteiobmann der ÖVP Lustenau. Zwischen 1951 und 1964 war er des Weiteren innerparteilich als Mitglied des Landesparteirates der ÖVP Vorarlberg aktiv und engagierte sich von 1954 bis 1964 als Mitglied der Landesparteileitung der ÖVP Vorarlberg. Er war vom 29. Oktober 1954 bis zum 28. Oktober 1964 Abgeordneter zum Landtag und Mitglied im Volkswirtschaftlichen Ausschuss, Mitglied im Sozialpolitischen Ausschuss sowie zuletzt auch Mitglied im Finanzausschuss.

## Privates
Fitz war der Sohn des Stickereikaufmanns Ignaz „Rudolf“ Fitz (* 8. Juli 1884; † 24. November 1951) und der in Sarajevo geborenen Kontoristin Josefine Abram (* 23. März 1888; † 26. Februar 1963). Er heiratete am 10. September 1943 in Wien Marianne Anna Hagen (* 1924) und wurde Vater von einer Tochter und zwei Söhnen, die zwischen 1947 und 1954 geboren wurden. Er hat eine ältere Schwester, Maria Helene (* 23. November 1914; † 29. März 1990 in Feldkirch), und zwei jüngere Brüder, den Angestellten Walter (* 26. September 1921; † ?) und den Gemeindeangestellten Josef „Hubert“ (* 25. März 1927; † 26. Juli 1947).